# 若月大和
若月 大和（わかつき やまと、2002年1月18日 - ）は、群馬県みどり市出身のプロサッカー選手。Jリーグ・アルビレックス新潟所属。ポジションはフォワード（FW）。

## 来歴

### クラブ
リベルティ大間々SC、前橋SCジュニアユースを経て、桐生第一高校へ進学。高校では1年生までは無名の存在だったが、2年生でレギュラーを獲得して頭角を現わした。2019年3月、2020年からの湘南ベルマーレへ加入が内定し、同時に特別指定選手に承認された。同年4月10日、ルヴァンカップ・GS第3節の北海道コンサドーレ札幌戦で途中出場し、公式戦デビューした。
2020年1月9日、湘南に内定していたが、同クラブと契約をした上で海外クラブと交渉中であることを発表した。1月28日、スイス・スーパーリーグのFCシオンへの期限付き移籍が発表された。しかし移籍直後に新型コロナウイルス感染症拡大の影響でクラブの活動は停止。経営難から選手の大量解雇も発生した。同年7月2日、第27節のFCルツェルン戦で途中出場から欧州デビューを果たした。。結局、FCシオンに在籍した2年間に監督交代は5回。そのたびに若い日本人というマイナス評価からのスタートを余儀なくされる日々が続いた。
2021年12月28日、スイスのFCシオンから期限付き満了で湘南に復帰。湘南で結果を出してパリ・オリンピック代表選考につなげたいとする意欲を見せたが、日本代表入りは叶わなかった。2023年には、シーズン途中で海外移籍した町野修斗の後継者としても期待されたが結果は残せなかった。
2023年12月20日にレノファ山口FCへ完全移籍で加入した。山口では34試合に出場し、7得点を挙げた。
2025年、アルビレックス新潟に完全移籍で加入した。入団会見の席では、自分の武器について「ドリブルとスピード、背後に抜ける動き」とアピールした。

### 代表
2018年7月、U-17日本代表に初招集され、国際ユースサッカーin新潟に出場した。2019年10月、FIFA U-17ワールドカップのメンバーに召集された。10月30日、開幕戦のオランダ戦では2得点をあげる活躍で勝利に貢献した。

## 所属クラブ
- リベルティ大間々SC
- 前橋SCジュニアユース
- 桐生第一高等学校
  - 2019年3月 - 同年12月 湘南ベルマーレ（特別指定選手）
- 2020年 - 2023年 湘南ベルマーレ
  - 2020年1月 - 2021年12月 FCシオン（期限付き移籍）
- 2024年 レノファ山口FC
- 2025年 - アルビレックス新潟

## 個人成績
| 国内大会個人成績 | 国内大会個人成績 | 国内大会個人成績 | 国内大会個人成績 | 国内大会個人成績 | 国内大会個人成績 | 国内大会個人成績 | 国内大会個人成績 | 国内大会個人成績 | 国内大会個人成績 | 国内大会個人成績 | 国内大会個人成績 |
| 年度             | クラブ           | 背番号           | リーグ           | リーグ戦         | リーグ戦         | リーグ杯         | リーグ杯         | オープン杯       | オープン杯       | 期間通算         | 期間通算         |
| 年度             | クラブ           | 背番号           | リーグ           | 出場             | 得点             | 出場             | 得点             | 出場             | 得点             | 出場             | 得点             |
| 日本             | 日本             | 日本             | 日本             | リーグ戦         | リーグ戦         | リーグ杯         | リーグ杯         | 天皇杯           | 天皇杯           | 期間通算         | 期間通算         |
| ---------------- | ---------------- | ---------------- | ---------------- | ---------------- | ---------------- | ---------------- | ---------------- | ---------------- | ---------------- | ---------------- | ---------------- |
| 2019             | 湘南             | 33               | J1               | 1                | 0                | 1                | 0                | -                | -                | 2                | 0                |
| スイス           | スイス           | スイス           | スイス           | リーグ戦         | リーグ戦         | スイス杯         | スイス杯         | オープン杯       | オープン杯       | 期間通算         | 期間通算         |
| 2019-20          | シオン           | 15               | スーパーリーグ   | 1                | 0                | 0                | 0                | -                | -                | 1                | 0                |
| 2020-21          | シオン           | 15               | スーパーリーグ   | 16               | 1                | 6                | 0                | -                | -                | 22               | 1                |
| 日本             | 日本             | 日本             | 日本             | リーグ戦         | リーグ戦         | リーグ杯         | リーグ杯         | 天皇杯           | 天皇杯           | 期間通算         | 期間通算         |
| 2022             | 湘南             | 25               | J1               | 2                | 0                | 1                | 0                | 1                | 0                | 4                | 0                |
| 2023             | 湘南             | 25               | J1               | 7                | 0                | 6                | 0                | 2                | 1                | 15               | 1                |
| 2024             | 山口             | 9                | J2               | 34               | 7                | 0                | 0                | 3                | 2                | 37               | 9                |
| 2025             | 新潟             | 18               | J1               |                  |                  |                  |                  |                  |                  |                  |                  |
| 通算             | 日本             | 日本             | J1               | 10               | 0                | 8                | 0                | 3                | 1                | 21               | 1                |
| 通算             | 日本             | 日本             | J2               | 34               | 7                | 0                | 0                | 3                | 2                | 37               | 9                |
| 通算             | スイス           | スイス           | スーパーリーグ   | 17               | 1                | 6                | 0                | -                | -                | 23               | 1                |
| 総通算           | 総通算           | 総通算           | 総通算           | 61               | 8                | 14               | 0                | 6                | 3                | 81               | 11               |

- 2019年は特別指定選手

その他の公式戦
- 2021年
  - プレーオフ 1試合0得点

出場歴
- 公式戦初出場 - 2019年4月10日 ルヴァンカップ・グループステージ第3節 vs北海道コンサドーレ札幌（札幌ドーム）
- Jリーグ初出場 - 2019年5月26日 J1第13節 vsヴィッセル神戸（ノエビアスタジアム神戸）
- Jリーグ初得点 - 2024年2月24日 J2第1節 vs横浜FC（ニッパツ三ツ沢球技場）

## 代表歴
- U-17日本代表
  - 国際ユースサッカーin新潟（2018年）
  - アルゼンチン遠征（2019年）
  - エクアドル遠征（2019年）
  - FIFA U-17ワールドカップ（2019年）